# Eren Öztürk
Eren Öztürk (* 29. Juni 2004 in Heidelberg) ist ein türkisch-deutscher Fußballspieler, der aktuell beim 1. FC Lokomotive Leipzig unter Vertrag steht.

## Karriere
Öztürk ist ein 1,65 Meter großer Mittelfeldspieler und spielt vor allem im zentralen Mittelfeld, Achter.

### Verein
Der in der Großstadt Heidelberg des Regierungsbezirkes Karlsruhe geborene Öztürk begann seine Vereinskarriere in den 2010er Jahren. Er spielt seit seiner mittleren Kindheit ab 2014 für den Karlsruher SC (KSC) und begann dort bei den U10-Junioren. Er durchlief bis zu seiner Profikarriere alle Juniorenmannschaften der Karlsruher durch. Bei den KSC-U19-Junioren gehörte er in der A-Junioren-Bundesliga 2022/23 innerhalb der U19-Mannschaft im Alter von 18 Jahren mit zwei erzielten Toren und sechs Torvorlagen zu den Leistungsträgern, damit trug er zur Vizemeisterschaft 2023 der Staffel Süd/Südwest bei.
Während seiner U19-Junioren-Leistungen erhielt Öztürk im Mai 2023 seinen ersten Profivertrag beim Zweitligisten KSC über zwei Jahre. In der 2. Bundesliga 2023/24 gab er Anfang September 2023 im Ligaspiel gegen Fortuna Düsseldorf mit 19 Jahren sein Profispieldebüt, indem er eingewechselt wurde.
Zur Saison 2024/25 wurde er an die VSG Altglienicke verliehen.
Im August 2025 wechselte er zum 1. FC Lokomotive Leipzig.

### Auswahlmannschaften
Beim U15-Länderpokal gehörte Öztürk im Juni 2019 zu den U15-Auswahlspielern des Badischen Fußballverbandes und bestritt im Sichtungsturnier alle Spiele seiner Mannschaft und erzielte zwei Tore, mit seiner Mannschaft wurde er Turnier-Achter.
Im März 2022 gehörte Öztürk zu U18-Auswahlmannschaft der Türkischen Fußball Föderation (TFF) und bestritt im gleichen Monat für die zwei Junioren-Länderspiele gegen die U18-Junioren Rumäniens.